# Slavernij op Venus
Slavernij op Venus (Engels: Logic of empire) is een kort verhaal uit 1941 van de Amerikaanse schrijver Robert A. Heinlein.  Het verhaal verschijnt voor het eerst in maart 1941 in Astounding Science Fiction. Het verscheen in de Verenigde Staten in de bundels The green hills of Earth (1951) en The past through tomorrow.
In Nederland werd het uitgebracht in de bundel Sciencefictionverhalen 2 (Het Spectrum, 1964) en onder de titel Beproeving in de ruimte in Elsevier SF (1979). 

## Het verhaal
Twee vrienden raken in een horecagelegenheid in discussie over werken op Venus. Volgens de een, advocaat die het werkcontract heeft gelezen, is er sprake van een normale werkomstandigheid. Volgens de ander, aandeelhouder in de exploitant van Venus, is er echter toch echt sprake van slavernij. Beiden ondertekenen in hun dronken bui een applicatieformulier en worden eerst naar de Maan en vervolgens naar Venus verscheept. Ze worden op Venus uit elkaar gehaald, een komt te werken op de Noordpool, de ander op de zuidpool, de enige twee plaatsen waar mensen kunnen overleven. De splitsing is een gevolg van het per opbod verkopen van de nieuw binnengekomen arbeiders. Als de advocaat weet te vluchten, treffen de twee elkaar weer in een nederzetting van gevluchte slaven, waar ook de dochter van de exploitant te vinden is. Uiteindelijk keren beiden naar Aarde terug, waarbij de advocaat een boek schrijft over zijn belevenissen. Zijn boek wordt steeds door uitgeverijen geweigerd. De schrijver vermoedt dat dat is vanwege de kritiek op het doorgeslagen kapitalisme. Eén uitgever wil het wel uitgeven, maar dan moet het wel opgeleukt worden. 